# The Typing of the Dead
The Typing of the Dead (ザ・タイピング・オブ・ザ・デッド?, Za Taipingu Obu Za Deddo) è un videogioco arcade pubblicato da SEGA nel 1999. 
Si tratta di uno spin-off della serie The House of the Dead, in cui l'obiettivo è uccidere gli zombie digitando su una tastiera le parole che compaiono sullo schermo.
Il videogioco ha ricevuto conversioni per Sega Dreamcast, Microsoft Windows e PlayStation 2.